# Quint Gal·li
Quint Gal·li (en llatí Quintus Gallius) va ser un magistrat romà del segle i aC.
Era candidat a pretor l'any 64 aC i va ser acusat d'ambitus per Marc Calidi, però defensat per Ciceró, va ser absolt i finalment va ser pretor urbà l'any 63 aC i va presidir el judici de Gai Corneli.